# Apartheid de género
El término de apartheid de género (también llamado apartheid sexual o apartheid del sexo) se refiere a la discriminación tanto económica como social contra individuos de un género o sexo específico. Es un sistema impuesto por el uso de prácticas, tanto físicas como legales para colocar a los individuos a posiciones de sumisión.
La psicóloga feminista Phyllis Chesler define este fenómeno como "prácticas que condenan a las mujeres y niñas a una sub-existencia separada y sumisa además de que vuelve los hombres y niños en los guardianes permanentes de la castidad de sus parientes femeninas". La práctica del apartheid de género lleva no solo a la pérdida de poder social y económico de las personas, sino que también puede conducir a la violencia física.

## Origen del término
El término apartheid de género deriva del apartheid racial en Sudáfrica que establecía un sistema de supremacía blanca y separaba a la gran mayoría de los habitantes de raza negra de los habitantes blancos. Del Afrikáans que significa distanciamiento o separación, el apartheid para referirse al género refleja una violación de los derechos humanos que conlleva a la segregación y opresión. Para definir el apartheid, Dr. Anthony Löwstedt escribe:
El concepto de separación en sí no necesariamente implica que un grupo es o será favorecido por encima de otro... La característica distintiva del apartheid y otros tipos de segregación social son las condiciones políticas, económicas, sociales e incluso geográficas que son creadas consiente y sistemáticamente con el objetivo de separar a los grupos por la fuerza, en beneficio —al menos en corto plazo— de por lo menos uno de los grupos, pero nunca, solo por accidente, en beneficio de todos ellos.
Es importante destacar que el apartheid de género es un fenómeno universal y, por lo tanto, no está confinado a Sudáfrica. Aunque los informes del apartheid de género son más comunes dentro de la cultura islámica, son frecuentes en todo el mundo. Algunos defensores de los derechos humanos han argumentado a favor de sanciones contra los estados que practican el apartheid de género, similares a las impuestas a Sudáfrica durante el apartheid.

## Religión
El apartheid de género ha sido encontrado e institucionalizado a través de varias prácticas culturales y religiosas. Por ejemplo, aspectos de trato a las mujeres bajo interpretaciones fundamentalistas del Islam, Cristianismo, Judaísmo, Hinduismo, Sijismo y algunas variaciones del Budismo se han descrito con apartheid de género. El uso de la fe, frecuentemente en interpretaciones estrictas del código religioso, para justificar el apartheid de género es altamente polémico.

### Cristianismo
Los términos de apartheid de género y apartheid sexual se han utilizado para describir el tratamiento desigual de las mujeres en instituciones como la Iglesia de Inglaterra y la Iglesia católica. La autora y ministro presbiteriana Patricia Budd Kepler señala la lucha institucionalizada de la mujer para ser aceptada en el clero y los roles de liderazgo religioso como un ejemplo de apartheid de género. En concreto, Kepler critica las concepciones tradicionales de la masculinidad y la feminidad que limitan la autoridad femenina en la iglesia, insistiendo en que la entrada de las mujeres en el ministerio no perturba el orden divino. Del mismo modo, la autora Courtney W. Howland afirma que la estructura patriarcal de la familia de las iglesias cristianas en América hace prevalecer el apartheid de género.
La Iglesia católica ha sido acusada de impulsar el apartheid de género por su listado "contra la sagrada ordenación de mujeres" como una delicta graviora –en otras palabras, un crimen con el mismo peso que el abuso sexual y el uso de la pornografía. A la luz de esto, algunos han criticado a la iglesia católica por promover el patriarcado y, en consecuencia, alejar a las mujeres de los roles de liderazgo que existen dentro de su jerarquía religiosa.

### Islam

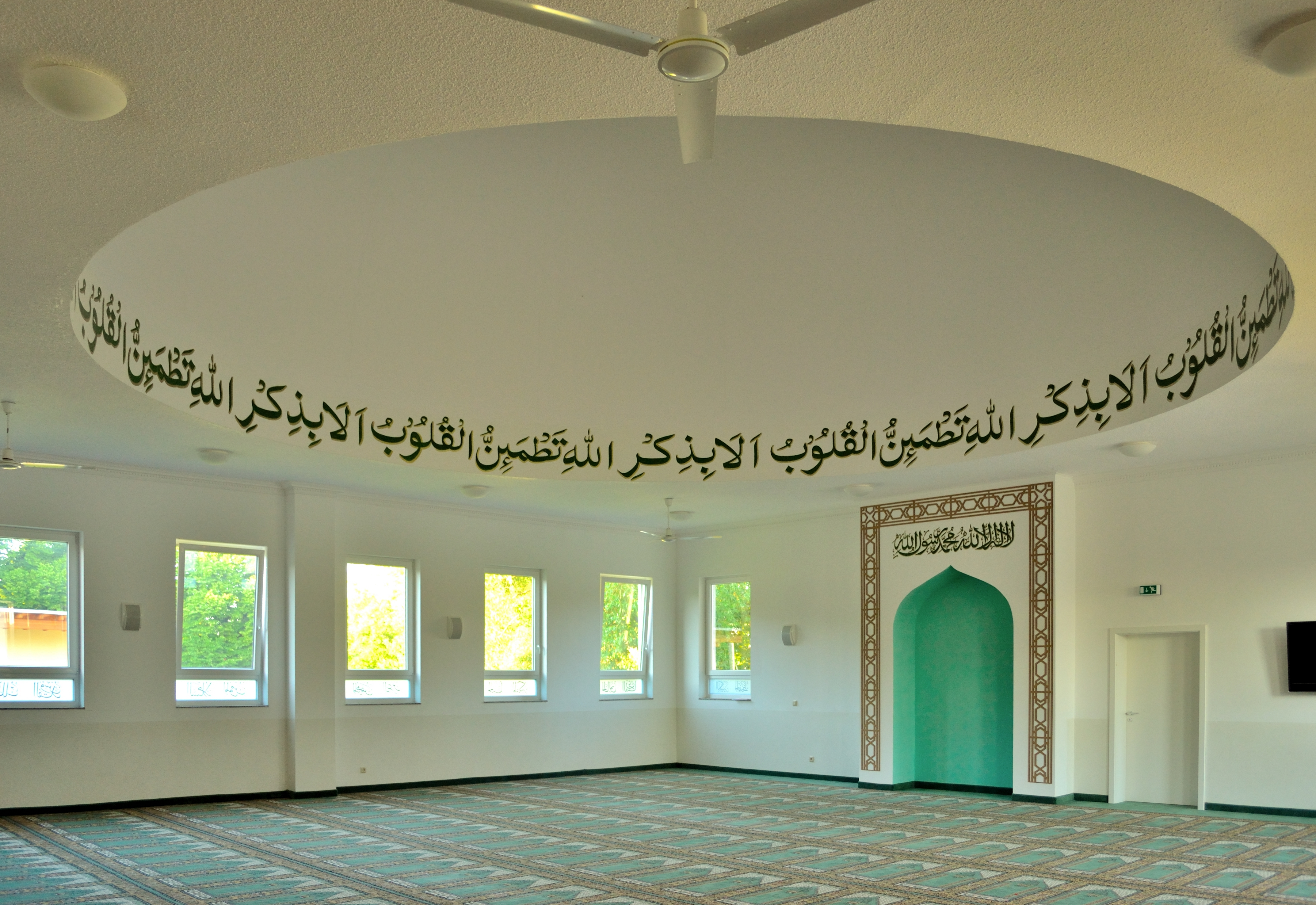
Sala de oración para mujeres en una mezquita; en el islam deben orar separadas de los hombres.

Mientras que el Islam inicial ha sido elogiado por una representación históricamente más progresista de la mujer en comparación con la Arabia preislámica, otros critican la naturaleza discriminatoria de sus leyes sobre el estatuto personal y el código penal que se aplican a las mujeres. Los valores patriarcales del Islam siguen siendo uno de sus principios más polémicos, y aunque es importante señalar que estos valores varían en el contexto de diferentes países, generalmente, los derechos de hombres y mujeres difieren considerablemente de acuerdo con las leyes de estatus personal islámicos. Por ejemplo, en algunos países a los hombres aún se les permite practicar la poligamia, y las herencias de las hijas son la mitad de la de sus hermanos. Por otra parte, la condena por el código penal islámico discrimina mucho a las mujeres, ya que se basa en gran medida en el testimonio de testigos varones. Los testimonios femeninos se consideran insuficientes para condenar a un asesino, que requieren de un testimonio masculino para su validación.
La activista por los derechos de la mujer Mahnaz Afkhami escribió como el mundo fundamentalista "trata el estatus de las mujeres y su relación con la sociedad como la prueba suprema de la autenticidad del orden islámico". Esto se puede ver ejemplificado en prácticas como el Purdah (separar a las mujeres de los hombres) y el Awrah (cubrir el cuerpo por completo con la ropa en público). Estas prácticas estaban perdiendo su fuerza hasta el resurgimiento del fundamentalismo islámico a finales del siglo XX. Walid Phares escribe que el marxismo en la Unión Soviética y China, así como el "anticlericalismo" en Turquía ha obligado a las mujeres a "integrarse en una sociedad antirreligiosa", dando como resultado opiniones con características del "apartheid de género" por parte de los fundamentalistas islámicos. También señala como otras religiones también se han enfrentado a "problemas similares."

### Judaísmo

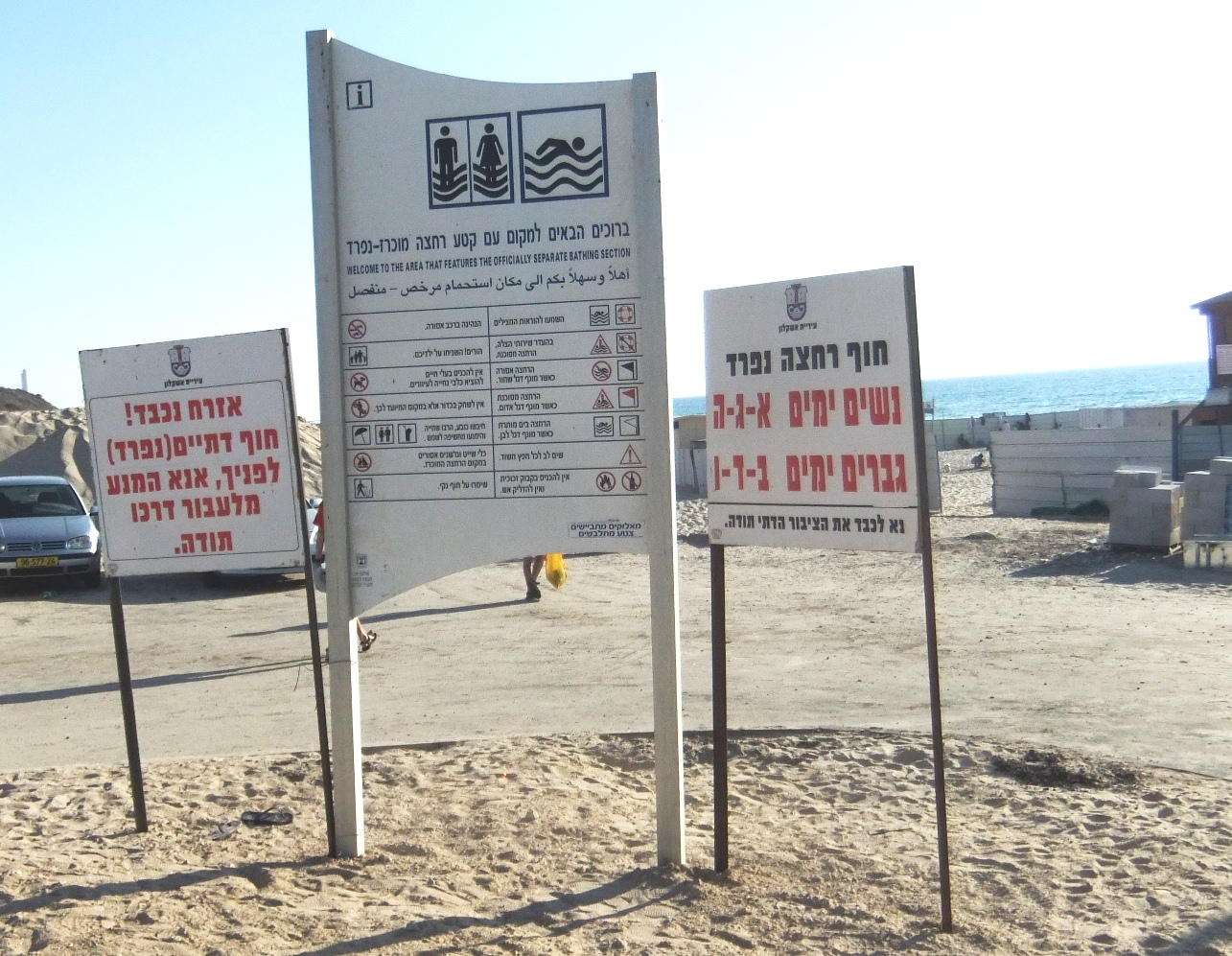
Letrero en una playa israelí con baños separados, para Jaredíes.

El judaísmo jaredí, también conocido como Judaísmo ultra-ortodoxo, ha sido criticado por su institución de políticas y creencias de apartheid de género. Consta de un pequeño pero creciente grupo dentro de la cultura judía: el jaredí se distingue por ser una comunidad de académicos, con una proporción significativamente mayor de hombres que continúan sus estudios en la yeshivá que las mujeres en el seminario. Los practicantes del judaísmo ultra-ortodoxo también se distinguen por su vestimenta: barba sin afeitar, largos abrigos oscuros y sombreros de ala ancha para los hombres; y mujeres modestamente cubiertas. Las acusaciones hacia la religión apuntan su naturaleza de cultura represiva y con segregación sexual, así como su tendencia de definir a las mujeres como una tentación sexual. Por ejemplo, excluyen a las mujeres de conferencias y espacios públicos como autobuses y supermercados.. Además, jóvenes judías han sido escupidas y llamadas prostitutas por vestir ropa considerada inmodesta. Los informes sugieren que en su mayoría los fundamentalistas jaredíes son responsables de actos de apartheid de género, pero que la comunidad jaredí en su conjunto no aprueba este tipo de prácticas.

### Budismo
Algunas escuelas budistas tibetanas requieren que las mujeres se sometan dentro de seminarios y otras formas de culto a los hombres. También están separadas de los hombres durante estos eventos y en muchas otras ocasiones; por ejemplo, reuniones y cenas informales, especialmente cuando éstos se llevan a cabo en presencia de un monje de alto rango. También hay evidencia anecdótica de hombres y mujeres que se ven obligados a tomar el transporte separadamente para asistir a algunos eventos budistas e incluso estar obligadas a permanecer en habitaciones de hotel separadas cuando asisten a ellos.
En su libro El poder de la negación: el budismo, la pureza, y el género, el profesor Bernard Faure, de la Columbia University argumenta que "el budismo es ni tan sexista ni tan igualitario como se suele pensar." Agrega: "Muchos estudiosos feministas han subrayado el carácter misógino del budismo". Hace hincapié en que el budismo exalta moralmente a sus monjes varones, mientras que las madres y esposas de los monjes también tienen un papel importante:

Mientras que algunos estudiosos ven el budismo como parte de un movimiento de emancipación, otros lo ven como una fuente de opresión. Tal vez esto es sólo una distinción entre optimistas y pesimistas, o entre idealistas y realistas [...]. A medida que comenzamos a darnos cuenta, el término "budismo" no designa una entidad monolítica, sino que abarca una serie de doctrinas, ideologías y prácticas, algunas de las cuales parecen invitar, tolerar, e incluso cultivar lo "otro" en sus márgenes.

La misoginia de los monjes budistas se debe a que según el Budismo la fuente del sufrimiento humano es el deseo, que debe ser erradicado para obtener la liberación espiritual; y la mujer despierta el deseo del hombre convirtiéndose en tentación y obstáculo.

## Prácticas
El apartheid de género se manifiesta de muchas formas diferentes, que van desde los actos de violencia a la falta de protección legal. Prácticas consideradas casos de apartheid de género incluyen: los crímenes de honor; la violencia doméstica; el matrimonio infantil; las lapidaciones públicas; los ataques con ácido; el secuestro para matrimonio legalizado de la mujer; entre otros.
Ataques con ácido
También conocido como vitriolage, los ataques con ácido son actos de violencia en el que el ácido se lanza a la cara o el cuerpo de la víctima con la intención de causar daño.
Este tipo de violencia normalmente se lleva a cabo usando ácido clorhídrico, sulfúrico o ácido nítrico, que queman la carne y el hueso. Otras consecuencias incluyen: dolor físico, ceguera, desfiguración, disminución de propuestas de matrimonio, y el sufrimiento psicológico. Por otra parte, las repercusiones físicas de vitriolage a menudo obligan a las víctimas a mantenerse en los márgenes de la sociedad; las víctimas son percibidas como malos augurios, y posteriormente son condenadas al ostracismo (destierro de la sociedad). Aunque los ataques se producen contra hombres y mujeres, sus víctimas son en gran mayoría femeninas; las mujeres a menudo son blancos por violar las normas de género. Por ejemplo, mujeres en la India y Bangladés han sido atacadas por rechazar un cortejo no deseado. También se reportan altas tasas de ataques con ácido en Camboya, aunque en esta caso es más común que las mujeres ataquen a otras mujeres. Los ataques con ácido no solo infligen daño físico, también hacen prevalecer las normas sociales, creando miedo y desconfianza entre las personas que de otro modo pudieran transgredir con tales normas.

### Velo obligatorio

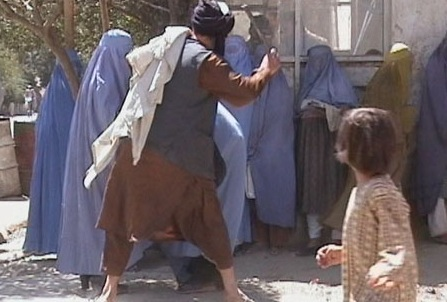
Siguiendo las normas talibanas, las mujeres afganas son forzadas a cubrir todo su cuerpo. Imagen captada con cámara oculta en una calle de Kabul el 26 de agosto de 2001, donde miembros de la policía moral del régimen talibán azotan a una mujer por llevar mal colocado el burka.

Aunque el Corán técnicamente no pide a las mujeres cubrir sus caras o cabezas, la práctica de utilizar el velo de forma obligatoria es percibido como una forma de apartheid de género. Es importante tener en cuenta que la práctica del velo obligatorio no se debe a ningún código islámico universal; más bien, la práctica ha aumentado por diferentes circunstancias culturales. El código de vestir impuesto en Afganistán bajo el régimen Talibán y las escuelas que obligan a las niñas a llevar un pañuelo en la cabeza son ejemplos de esta práctica. Estas políticas han sido criticadas por usarse como instrumentos para la segregación de género que niegan la autonomía femenina y su libre albedrío. Sin embargo, otros sugieren que el velo no constituye una forma de apartheid de género pero que las construcciones sociales del velo islámico lo han convertido en un símbolo de la desigualdad de género.

### Crimen de honor
Los crímenes de honor son homicidios cometidos por los familiares de la víctima por la creencia que esta ha traído deshonor a la familia. Las víctimas más frecuentes de estos crímenes son las mujeres, aunque los hombres también pueden ser víctimas de estas prácticas. Son causadas por diferentes razones, que son tomadas como actos de deshonor como: adulterio; sexo prematrimonial; usar ropa occidental o maquillaje; continuar la educación superior entre otros. Estos crímenes surgen de la creencia tradicional de que el honor masculino está asociado con la virginidad de sus familiares femeninas.
Los crímenes de honor son más frecuentes en las comunidades musulmanas, hindúes, y sijistas. Aunque más comunes en las sociedades de Oriente Medio, también se han reportado casos de crímenes de honor desde los últimos años del siglo XX en Alemania, cometidos por hombres de origen turco, yugoslavo y albanés. Estimaciones del Fondo de Población de las Naciones Unidas sugieren que al menos 5000 mujeres al año son asesinadas para restaurar el honor familiar. Amnistía Internacional reporta que en Pakistán, muchos casos de crímenes de honor no son reportados. Los criminales rara vez son juzgados, e incluso si logran ser detenidos, las sentencias son poco severas.

## Casos de estudio
Muchos países en el mundo exhiben actos de apartheid de género, a pesar de que se ven con mayor frecuencia en el países emergentes. Las siguientes son las naciones que han practicado alguna instancia del apartheid de género.

### Afganistán
Afganistán, bajo el liderazgo religioso talibán, se ha caracterizado por ser un sistema de apartheid de género en el que las mujeres fueron separadas de los hombres en público y no podían disfrutar de las libertades legales, la igualdad de acceso al empleo ni a la educación. Su llegada al poder a finales de 1996, los talibanes enfocaron su atención internacional a su trato hacia las mujeres, la promulgación de políticas que limitaban su libertad de movimiento, empleo y los derechos de educación de las mujeres. Bajo el régimen talibán, las mujeres estaban en riesgo de ser detenidas y abusadas físicamente si eran encontradas culpables de violar el código de vestimenta, con violaciones que incluyeron: la exposición de las manos, muñecas, pies o cara; no llevar el burka; y el uso de accesorios percibidos como ofensivos, por ejemplo, calcetines o zapatos blancos, ropa de moda, zapatos que hacen ruido al caminar.

### Israel
Acciones de Judíos ultra-ortodoxos en Israel han sido definidas como casos de apartheid de género. Mientras que las mujeres habitualmente se sientan en la parte trasera de los autobuses en algunas partes de Israel, no hay ninguna ley que obligue a cumplir tales costumbres. Sin embargo, un incidente surgió en diciembre de 2011 en el que un hombre ultra-ortodoxo le pidió a una mujer sentada en la parte delantera del autobús que se moviera hacia la parte posterior; su negativa impulsó una reunión más grande. La intervención policial al final desintegró la confrontación. En relación con el caso, el primer ministro israelí, Benjamín Netanyahu, expresó su apoyo a que los espacios públicos son para todos y a promover la unidad dentro de la comunidad. También ha habido informes donde ultra-ortodoxos escupen a las mujeres, atacan a personal de televisión, y protestas con signos para instruir a las mujeres cómo vestir y evitar caminar por las sinagogas.

### Malasia
En 2006, Marina Mahathir, la hija del ex primer ministro de Malasia una defensora de los derechos de las mujeres, describió la situación de las mujeres musulmanas en Malasia como similar a la de los sudafricanos negros bajo el apartheid. Las declaraciones de Mahathir se hicieron en respuesta a una nueva ley islámica que permite a los hombres al divorcio o el casamiento con hasta cuatro esposas. La ley también otorga a los maridos más autoridad sobre la propiedad de sus esposas. Los grupos conservadores como el Foro de profesionistas musulmanes de Malasia criticó sus comentarios por insultar al Sharia y socavando el destacado papel de la mujer en Malasia en comparación con otros países musulmanes y o del este de Asia.

### Pakistán
La sociedad pakistaní ha sido acusada de emplear el apartheid de género debido a la condición de subordinación de la mujer en las esferas políticas, económicas y sociales. Por ejemplo, la Ley de Ciudadanos de 1951 impide a las mujeres paquistaníes con maridos extranjeros de obtener la ciudadanía paquistaní para sus cónyuges. Las disparidades de género en la actividad económica, la educación y la alfabetización, y la proporción de sexo de la sociedad también son evidencia del apartheid de género en Pakistán.
Algunos estudios sugieren que los roles de género en la sociedad pakistaní se transmiten a través de los libros de texto de primaria y secundaria, por no incluir importantes figuras femeninas de la historia y las ciencias sociales. El apartheid de género esta institucionalizado a través de textos e imágenes en donde las mujeres están relegadas a trabajos domésticos y rara vez son retratadas trabajando fuera de casa. Por otra parte, en términos de personalidad y disposición, hombre y mujeres son retratados de maneras opuestas: mientras que las mujeres son vistas como “superficiales, torpes y estúpidas,” los hombres son “inteligentes, valientes y fuertes.” En consecuencia, los roles de género refuerzan el apartheid de género.
Se han hecho esfuerzos para poner fin al trato discriminatorio contra las mujeres a través de políticas como la Ley de Protección de la Mujer, aprobada por la Asamblea Nacional de Pakistán en diciembre de 2006. El acta modificó la Ordenanza Hudood que dictaba penas por diversos delitos, como la violación, el robo, y adulterio. Anteriormente, las Ordenanzas Hudood fueron objeto de polémica por su carácter misógino y por alentar la opresión violenta y jurídica de la mujer. Por ejemplo, las mujeres víctimas de violación podían ser condenadas con la base que su violación contaba como adulterio y fornicación.

### Arabia Saudita

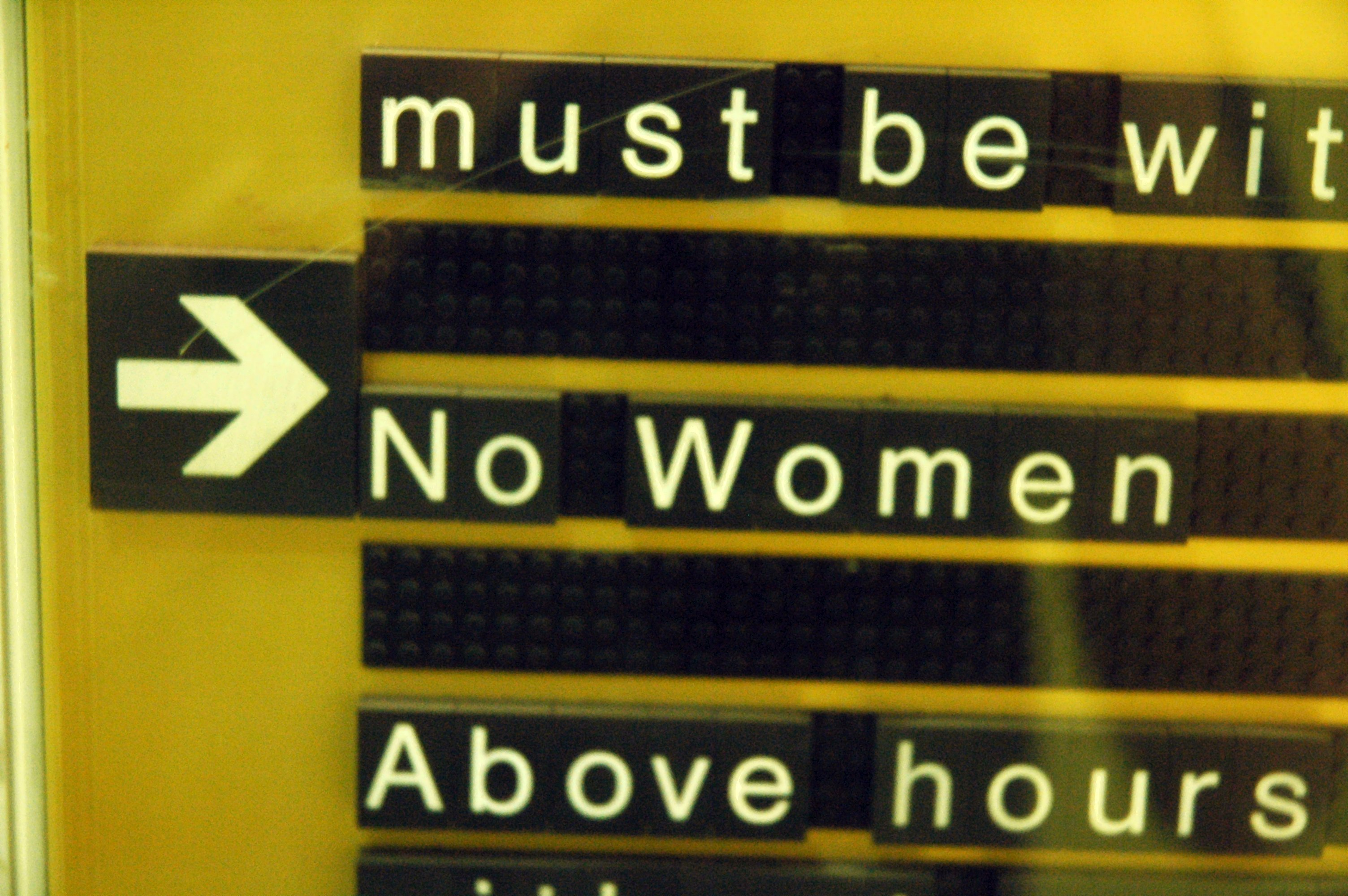
Letrero prohibiendo a las mujeres entrar a un gimnasio en el hotel Marriott en Yeda

Prácticas en Arabia Saudita con respecto a las mujeres han ejemplificado constantemente el apartheid de género. Los actos de apartheid de género se manifiestan de muchas formas diferentes, tales como la prohibición de las mujeres de practicar educación física en las escuelas y de ver eventos deportivos en estadios. Las mujeres también tenían prohibido conducir y requieren permiso masculino para poder viajar. Más recientemente, un nuevo sistema se ha introducido en el que se alerta vía mensaje de texto a los guardianes varones cuando su mujer ha abandonado el país. En general, las mujeres en Arabia Saudita poseen los mismos derechos legales que los menores de edad y no pueden tomar decisiones importantes, por ejemplo, en la educación, el trabajo y la salud, sin el consentimiento de un familiar varón. En un intento de congraciarse con la comunidad internacional y debido a sus presiones, el gobierno saudí permite desde 2018 que las mujeres conduzcan y asistan a estadios y el cine, si bien en zonas específicas para ellas.
La marginación de las mujeres en la sociedad saudí ha generado una gran presión tanto a nivel nacional como internacional. Los avances recientes han sido gracias a la Primavera Árabe y las protestas saudíes 2011-13, como el sufragio de las mujeres concedido por el rey Abdullah en las elecciones municipales de 2015. Además, Arabia Saudita también ha levantado algunas restricciones en el uso de motos y bicicletas para las mujeres; las mujeres pueden usar estos vehículos en determinados espacios si están vestidas con una abaya y acompañadas de un tutor masculino.

### Estados Unidos
Siguiendo una prohibición a una niña de 11 años para entrar a los Boy Scouts de América por su género, la National Organization for Women presentó una demanda con la representación legal de la abogada Gloria Allred. En el caso Yeaw v. Boy Scouts of America, Allred calificó a la negativa de los Boy Scouts de admitir chicas como un ejemplo de apartheid de género. La demanda finalmente fracasó, aunque Allred presentó el caso ante el Juzgado Tercero de Distrito de Apelaciones en Sacramento y, finalmente, la Corte Suprema de California, que confirmó la decisión de los Boy Scouts.

## Intervenciones sociales
Los académicos y activistas por igual han criticado la ley internacional por su falta de iniciativa y acción pública en el reconocimiento de determinados actos como apartheid de género y actos para prevenirlo. De acuerdo con estas críticas, el relativismo cultural ha sido muy a menudo una fuente de defensa para el apartheid de género, mediante la protección de la opresión de las mujeres por el cambio y la subversión. La retórica que rodea el apartheid el género también se ha visto negativamente y como una forma de neocolonialismo que perpetúa estereotipos del Islam. La respuesta de las Naciones Unidas a violaciones de los derechos humanos de los talibanes contra las mujeres en Afganistán ha sido objeto de mucha controversia. Algunos argumentan que la ONU "no sólo falló en prevenir y, más tarde, para convertirse en un rival eficaz para las políticas de género del régimen talibán, pero que en realidad incorporó la discriminación contra la mujer en su asistencia humanitaria y en la contratación de personal local."
En 1997, la Fundación Mayoría Feminista (FMF) puso en marcha la campaña para detener Apartheid de Género en Afganistán, llamando la atención sobre los abusos contra los derechos humanos de las mujeres bajo el régimen talibán. Fue criticado por promover el "feminismo imperial" y por poseer una tono de explotación que denuncia el islam como malvado. Después de la caída del régimen talibán, la campaña se ha ampliado y ha cambiado su nombre para convertirse en la Campaña para mujeres y niñas afganas. Está presidido por Mavis Leno y su objetivo es seguir creando conciencia de la desigualdad de género en Afganistán.
La campaña No Mujeres, No Juego fue lanzada en 2009 por el programa Hadi Al Mutif para los derechos humanos en el instituto de Asuntos de Golf para hacer frente a la situación de las mujeres en Arabia Saudita. La campaña tiene como objetivo prohibir que Arabia Saudita participe en los Juegos olímpicos hasta que el país permita a las mujeres formar parte de las actividades deportivas. En su carta, el Comité Olímpico Internacional (IOC) declara que la participación en actividades deportivas es un derecho humano. Además de la campaña No Mujeres, No juego, otras organizaciones como Human Rights Watch han llamado la atención del público a Arabia Saudita por sus restricciones deportivas contra las mujeres.
En lo que respecta a apartheid de género en la Iglesia católica, se ha formado el grupo Roman Catholic Womenpriests (RCWP) (sacerdotisas católicas romanas) formadas para desafiar la posición de la Iglesia que prohíbe la ordenación de mujeres.. El grupo tenía intención de lanzar un documental en 2011 titulado "Humo Rosa sobre el Vaticano".